# Tadanari Lee
Tadanari Lee (李 忠成, Ri Tadanari, Tokio, 19 december 1985) is een Japans voetballer die als aanvaller speelt bij Kyoto Sanga FC.

## Clubcarrière
Tadanari Lee speelde tussen 2004 en 2011 voor FC Tokyo, Kashiwa Reysol en Sanfrecce Hiroshima. Hij tekende in 2012 bij Southampton.

## Japans voetbalelftal
Tadanari Lee debuteerde in 2011 in het Japans nationaal elftal en speelde 11 interlands, waarin hij 2 keer scoorde.

## Statistieken
| Japans voetbalelftal | Japans voetbalelftal | Japans voetbalelftal |
| Jaar                 | Wed.                 | Dlp.                 |
| -------------------- | -------------------- | -------------------- |
| 2011                 | 10                   | 2                    |
| 2012                 | 1                    | 0                    |
| Totaal               | 11                   | 2                    |